# Haimo Liebich
Haimo Liebich (* 28. Juni 1945 in Haimhausen) ist ein deutscher Kultur- und Museumspädagoge. 

## Leben
Haimo Liebich arbeitet und lebt in München. Er ist mit der Sozialpädagogin und Sachbuchautorin Daniela Liebich verheiratet und Vater zweier Töchter. Aufgewachsen ist Liebich in Dachau; er studierte an der Philosophischen Fakultät der LMU München (Kunstwissenschaften, Soziologie, Pädagogik und Politische Wissenschaften).
Er war Mitbegründer, später auch Vorstand der Pädagogischen Aktion e.V. und seit 1975 mit dem Aufbau und der Leitung des Kinder- und Jugendmuseums München beschäftigt. Des Weiteren ist er Gründungsmitglied und Kurator des MPZ (Museumspädagogisches Zentrum München), Mitbegründer der AG Museumspädagogik Bayern, der LAG SPUK (Spiel- und Kulturpädagogik Bayern) sowie Mitgründer und Vorsitzender der Landesvereinigung Kulturelle Bildung Bayern e.V. (LKB:BY) seit 2006, Vorstandsmitglied der Kulturpolitischen Gesellschaft Landesgruppe Bayern und des Deutschen Kinderhilfswerks.   
Seit 1969 ist Liebich SPD-Mitglied, von 1990 bis 2020 war er ehrenamtliches Mitglied des Münchner Stadtrats.

## Werke (Auswahl)
- zusammen mit Wolfgang Zacharias (Hrsg.): Vom Umgang mit Dingen: ein Reader zur Museumspädagogik heute, München, PA Spielkultur, 1987
- Kommunale Kinder- und Jugendkulturarbeit im Aufwind?, München, PA Spielkultur, 1991
- zusammen mit Wolfgang Zacharias (Hrsg.): Zukunft Spiel, verspielte Welt? Spielen als soziale, kulturelle, pädagogische und ökologische Perspektive, München, PA Spielkultur, 1994
- Bildung in der Stadt: kooperativ, kreativ, kommunal, München, PA Spielkultur, 2005